# 通関士
日本において、通関士（つうかんし、英語: Registered Customs Specialist）とは、通関業者が、通関業務を適正に行うために設置が義務付けられている者をいう。厳密には、通関士試験に合格したうえで、財務大臣から通関士の確認を受けて勤務している者を指す。

## 概要
輸出入されている物品の輸出入者が通関手続（税関への手続）を通関業者に依頼をした際に通関手続の代理代行および税関への申請をする場合、通関業者は税関へ提出する書類を通関士に審査させた上で記名させることが必要である。
通関士は貿易業界の税理士、行政書士のような役割がある。しかしながら、他人の依頼により貨物の輸出入申告手続を行うことができるのは通関業者であり、通関士は、通関業者が置かなければいけない必置資格職である。
通関士が税理士や公認会計士のように独立開業するのは限りなく不可能に近い。可能性があるとすれば個人で通関業者となるしかないがこれは非常に困難である。通関業者一覧は税関HPで公表されているが。これによると全国で1名のみ個人で通関業者となっている。
通関士として勤務するには、通関業の許可を受けた通関業者に勤務し、財務大臣による確認を受けることを要件とする。通関部門を自社に持つメーカー等の場合、自社の貨物の通関業務に通関士試験合格者を雇用して、その者が、通関内容の審査を行っても、そのメーカー等は、通関業者ではないため通関業法にいう通関士の確認とはならない。
商社や銀行（L/C発行銀行）に勤務する際には、就職する上でのアピールポイントになるが、通関士として勤務することはない。しかし、貿易業界での唯一の国家資格ということから、有資格者は多々いる。

### 制度趣旨
通関業者の各営業所に通関の専門家として設置し通関書類の審査等を行い、通関業務の適正な運営を図り通関手続の適正かつ迅速な実施を確保することである。

### 資格
通関士試験に合格した者は、どの税関の管轄区域内においても、通関士となる資格を有する（通関業法第25条）。 

### 名称独占
通関士でない者（通関士試験に合格していない者および合格者であっても通関士の確認を受けていない者）は、何人も、通関士という名称を使用してはならない（通関業法第40条）。

## 歴史
| 年（西暦) | 出来事 |
| --------- | --- |
| 1853年    | ペリー浦賀に来航 |
| 1858年    | アメリカ（6月）オランダ・ロシア・イギリス（7月）フランス（9月）と修好通商条約を締結 ｛安政5箇国条約（神奈川、長崎、新潟、兵庫の開港を約束して、「運上目録」を定める）｝ |
| 1859年    | 箱館（函館）、神奈川、長崎が開港、運上所 （税関の前身）設置 |
| 1866年    | 改税約書（原則として一律従価5分相当の関税率） |
| 1872年    | 11月28日（旧暦）全国の運上所 を「税関」という呼称に統一（現在の税関記念日）                                                                                             |
| 1886年    | 税関官制制定 |
| 1890年    | 税関法、税関規則施行 |
| 1892年    | 税関旗制定 |
| 1899年    | 関税定率法 関税法 噸税法施行 |
| 1901年    | 税関貨物取扱人法 施行 |
| 1910年    | 関税定率法全部改正（1911.7 施行） |
| 1946年    | 税関再開 日本国憲法公布 |
| 1951年    | 関税定率法税率全面改正 |
| 1954年    | 関税法全部改正（7 月施行） |
| 1955年    | 日本のGATT 加入正式発効 |
| 1957年    | とん税法および特別とん税法施行 |
| 1960年    | 関税暫定措置法施行 |
| 1964年    | 関税協力理事会（CCC）に加盟 |
| 1966年    | 関税の申告納税制度 を実施（賦課課税方式、申告納税方式の併用） |
| 1967年    | 通関業法施行（通関士試験 の開始） |
| 1968年    | 事後調査制度導入 |
| 1970年    | 通関士 の登録開始 |
| 1971年    | 一般特恵関税制度を実施 |
| 1972年    | 沖縄地区税関設置 |
| 1978年    | 新東京国際空港（現在の名称：成田国際空港）開港 航空貨物通関情報処理システム（Air-NACCS）稼動 麻薬探知犬（アグレッシブドッグ）導入                                       |
| 1991年    | 海上貨物通関情報処理システム（Sea-NACCS）および通関情報総合判定システム（CIS）稼動                                                                                      |
| 1993年    | 麻薬探知犬（パッシブドッグ）導入 |
| 1994年    | 関西国際空港開港 |
| 1995年    | WTO発足 |
| 1997年    | 他省庁システムとのワンストップ・サービス供用 |
| 2001年    | 大型X 線検査装置導入 簡易申告制度導入 |
| 2003年    | シングルウィンドウ（輸入港湾関連手続）供用開始 海上コンテナ安全対策（CSI）の試験的実施                                                                                  |
| 2005年    | 事前旅客情報システム（APIS）導入 中部国際空港開港 |
| 2006年    | 特定輸出申告制度導入 |
| 2007年    | 特定保税承認制度導入 |
| 2008年    | 認定通関業者制度導入。シングルウィンドウ（府省共通ポータル）稼動 |
| 2010年    | Sea-NACCSとAir-NACCSの統合（輸出入・港湾関連情報処理システム（NACCS））                                                                                                 |
| 2017年    | 通関業の営業区域の制限の撤廃。AEO事業者について通関官署の自由化の実施                                                                                                   |

## 主な業務

### 通関業務に関わるもの
通関業務とは、通関業者が他人の依頼によってする以下の事務である。通関業者の独占業務ともいわれている。
- 通関手続の代理
- 通関書類の作成
- 不服申し立ての代理
- 税関に対する主張・陳述の代行

### 書類審査、記名
通関業者は、通関士を営業所に設置する場合にはその営業所から税関官署に提出する通関書類のうち、所定のものについては、通関士に審査を行わせ、かつ、記名をさせなければならない（通関業法第14条）。

### 通関士の審査等を要する通関書類
- 輸出申告書（積戻し申告書）
- 輸入（納税）申告書
- 船（機）用品積込承認申告書
- 蔵入、移入および総保入承認申告書
- 保税展示場に入れる外国貨物に係る申告書
- 保税工場、総合保税地域において外国貨物を保税作業に使用すること、あるいは、総合保税地域で外国貨物の展示等を行う場合の承認申請書
- 不服申立書（再調査の請求書、審査請求書）
- 関税に係る修正申告書および更正請求書

## 義務
- 名義貸しの禁止
通関士は、その名義を他人に通関業務のため使用させてはならない（通関業法第33条）。

- 秘密を守る義務
通関業者（法人である場合には、その役員）および通関士その他の通関業務の従業者は、正当な理由がなくて、通関業務に関して知り得た秘密を他に漏らし、または盗用してはならない。これらの者がこれらの者でなくなつた後も、同様とする（通関業法第19条）。

- 信用失墜行為の禁止
通関業者（法人である場合には、その役員）および通関士は、通関業者または通関士の信用または品位を害するような行為をしてはならない（通関業法第20条）。

## 設置
通関士の設置とはその通関業者において専任となる通関士を通関業者内に置くということであり、通関業者において直接雇用することとは限らない。以前は通関士設置に関する税関による許可基準として、設置する通関士は自社と直接雇用関係にある正社員でなければならないとする不文律があったようだが、現在は契約社員、出向者、派遣労働者等直接の雇用関係にない人間でも専任の通関士として職務を行える者ならばそれでも構わないとされる。
通関業法の規定により、通関業を営もうとする者が一般的な通関業者としての許可を得るためには、通常は通関士を設置することが条件となる。同法により、他人の依頼を受けてその通関業務を行う場合は、設置した通関士に通関書類の審査をさせることが規定されているためである。
通関業者の許可の条件として取扱貨物を一部の貨物に限定されている場合を除き、通関士の設置は必須である。貨物限定で通関士の設置を要しない条件下でも通関業者が通関士を設置したい場合は、通関士の設置は可能である。ただしその場合でも、財務大臣による通関士の確認は必要となる。2017年10月8日施行の改正までは、通関士の設置を要する場所は、政令で規定する場所に限定されており、その場所以外に限り通関業務を行う条件とした場合は通関士の設置を要しなかったが、これは廃止された。現在では貨物限定のみとなっている。なお改正法施行時点で地域限定の条件で通関士を設置していなかった通関業者には5年間の設置の猶予期間があったが、2022年10月7日限りで終了した。

## 財務大臣による確認
通関業者が通関士試験の合格者を自社(者)における通関士とするためには、財務大臣による「確認」が必要である。通関業者は通関士を登録するための確認申請を税関官署を通じて財務大臣に対して行う。通関士の確認を受けるための要件は通関業法に定められている。その主なものは以下の通り。
- 通関士試験の合格者であること[5]
- 破産手続開始の決定を受けて復権を得ない者でないこと[6]
- 拘禁刑以上の刑を受けその執行を終えまたは執行を受けることがなくなった日から3年を経過していない者でないこと[7]

等

## 資格の喪失
通関士は、次の事由により資格を喪失する。つまり、通関士として通関業務に従事する資格を失うことになる。
- 確認を受けた通関業者の通関業務に従事しないこととなったとき
- 通関業法6条1号から9号（欠格事由）に該当したとき
- 通関士試験の合格の決定が取り消されたとき
- 偽り、その他不正の手段により確認を受けたことが判明したとき

## 試験

### 受験資格
- 学歴、年齢、経歴、国籍等についての制限がなく、誰でも試験を受けることができる。

### 申し込み
例年7月1日に通関士試験の公告が官報で行われ、税関ホームページにも通関士試験の公告が掲載される。7月下旬から8月上旬と申し込み可能期間が短いことに注意を要する。申込方法には直接足を運び税関で書類申請する方法、出願書類を郵送で請求し返送する方法、NACCSによるネット申請をする方法がある。

### 試験日
通関業法第27条において、毎年1回以上行なうと定められているが、初年度から一貫して同一暦年で複数回実施された例はなく、年に1度行われている。
以前は10月の中旬頃であったが、最近は10月の第一日曜日(同月1日から7日までのうち日曜日に当たる日)が多い。しかし2018年の第52回通関士試験は、第二日曜日の10月14日に実施された。第一日曜日が7日となる場合、翌日が体育の日（10月の第二月曜日、2020年以降はスポーツの日に改称）となり、三連休の中日を避けている可能性があるが、日時の決定について理由の公表はない。

### 時間割と配点
2024年現在。表記の時刻は日本標準時。
| 科目                                                                                                | 時間                  | 配点 |
| --------------------------------------------------------------------------------------------------- | --------------------- | ---- |
| 通関業法                                                                                            | 9:30 - 10:20 (50分)   | 45点 |
| 関税法、関税定率法その他関税に関する法律 及び外国為替及び外国貿易法 （同法第6章に係る部分に限る。） | 11:00 - 12:40 (100分) | 60点 |
| 通関書類の作成要領その他通関手続の実務                                                              | 13:50 - 15:30 (100分) | 45点 |

### 試験内容
- 通関業法
- 関税法
- 関税定率法及びその他関税に関する法律
- 外国為替及び外国貿易法（第6章）
- 通関書類の作成要領及びその他通関手続の実務
  - その他関税に関する法律は次の法律である[11]。
    - 関税暫定措置法
    - 日米地位協定の実施に伴う関税法等の臨時特例に関する法律
    - コンテナーに関する通関条約及び国際道路運送手帳による担保の下で行なう貨物の国際運送に関する通関条約（TIR条約）の実施に伴う関税法等の特例に関する法律
    - 物品の一時輸入のための通関手帳に関する通関条約（ATA条約）の実施に伴う関税法等の特例に関する法律
    - 電子情報処理組織による輸出入等関連業務の処理等に関する法律

### 受験、合否の手続
試験は年1回（通関業法では年1回以上となっているが、年2回実施されたことはない）、10月上旬か中旬の日曜日（近年は当月第1日曜日に設定されることが多い）に全国13ヶ所（受験者の多いところでは大学を借りて行なうことが多い。また同一都市でも2箇所以上に分散することもある）で実施している。例えば、東京税関管轄の受験であれば、東京会場と新潟会場があり、前者は、近年、東京大学駒場キャンパスなどである。会場は毎年借りることになるため、年によって異なることがある。合格者の発表は同年の11月下旬に官報で受験番号と名前が公告される。またインターネット官報で合格発表日の8時30分過ぎに閲覧することができる。税関ホームページにて閲覧できるのは10時過ぎである。受験した税関の各官署にも合格者の受験番号が提示されていた。
2022年の第56回試験から、官報での公告に先立って、11月上旬に税関ホームページにおいて合格発表（受験番号のみ）がされるとともに、受験した税関の各官署における合格者の受験番号の掲示は廃止された。
また合格者のみに受験した税関（本関業務部の通関業監督官）から合格証書が合格発表日に配達で送付されていたが、2022年の第56回試験からは、官報掲載日以降に、合格者あてに通関士試験合格証書を発送する形式に変更された。

### 試験方式
2006年10月1日実施の第40回試験より回答形式が大幅に変更され、全問マークシート方式となった。
「通関書類の作成要領その他通関手続の実務」においては、電子計算機（携帯電話などを除く）の持ち込みが許可されている。

### 合格率の推移
| 1967 | 1  | 4,578  | 3,913  | 85.5 | 795   | 20.3 |           |           |           |           |           |           |          |          |          |
| 1968 | 2  | 3,548  | 2,530  | 71.3 | 769   | 30.4 |           |           |           |           |           |           |          |          |          |
| 1969 | 3  | 3,231  | 2,229  | 69.0 | 462   | 20.7 |           |           |           |           |           |           |          |          |          |
| 1970 | 4  | 2,946  | 1,806  | 61.3 | 476   | 26.4 |           |           |           |           |           |           |          |          |          |
| 1971 | 5  | 2,714  | 1,755  | 64.7 | 354   | 20.2 |           |           |           |           |           |           |          |          |          |
| 1972 | 6  | 2,517  | 1,548  | 61.5 | 365   | 23.6 |           |           |           |           |           |           |          |          |          |
| 1973 | 7  | 2,331  | 1,482  | 63.6 | 303   | 20.4 |           |           |           |           |           |           |          |          |          |
| 1974 | 8  | 2,621  | 1,746  | 66.6 | 341   | 19.5 |           |           |           |           |           |           |          |          |          |
| 1975 | 9  | 3,043  | 2,138  | 70.3 | 428   | 20.0 |           |           |           |           |           |           |          |          |          |
| 1976 | 10 | 2,810  | 1,970  | 70.1 | 375   | 19.0 |           |           |           |           |           |           |          |          |          |
| 1977 | 11 | 3,021  | 2,115  | 70.0 | 365   | 17.3 |           |           |           |           |           |           |          |          |          |
| 1978 | 12 | 3,419  | 2,330  | 68.1 | 397   | 17.0 |           |           |           |           |           |           |          |          |          |
| 1979 | 13 | 3,814  | 2,587  | 67.8 | 442   | 17.1 |           |           |           |           |           |           |          |          |          |
| 1980 | 14 | 4,140  | 2,737  | 66.1 | 437   | 16.0 |           |           |           |           |           |           |          |          |          |
| 1981 | 15 | 4,179  | 2,739  | 65.5 | 533   | 19.5 |           |           |           |           |           |           |          |          |          |
| 1982 | 16 | 3,884  | 2,709  | 69.7 | 474   | 17.5 |           |           |           |           |           |           |          |          |          |
| 1983 | 17 | 3,877  | 2,610  | 67.3 | 412   | 15.8 |           |           |           |           |           |           |          |          |          |
| 1984 | 18 | 3,437  | 2,398  | 69.8 | 374   | 15.6 |           |           |           |           |           |           |          |          |          |
| 1985 | 19 | 3,667  | 2,622  | 71.5 | 343   | 13.1 |           |           |           |           |           |           |          |          |          |
| 1986 | 20 | 3,755  | 2,760  | 73.5 | 425   | 15.4 |           |           |           |           |           |           |          |          |          |
| 1987 | 21 | 3,734  | 2,701  | 72.3 | 506   | 18.7 |           |           |           |           |           |           |          |          |          |
| 1988 | 22 | 3,962  | 2,832  | 71.5 | 515   | 18.2 |           |           |           |           |           |           |          |          |          |
| 1989 | 23 | 4,436  | 3,060  | 69.0 | 634   | 20.7 |           |           |           |           |           |           |          |          |          |
| 1990 | 24 | 4,875  | 3,431  | 70.4 | 602   | 17.5 |           |           |           |           |           |           |          |          |          |
| 1991 | 25 | 5,656  | 3,813  | 67.4 | 765   | 20.1 |           |           |           |           |           |           |          |          |          |
| 1992 | 26 | 6,767  | 4,775  | 70.6 | 1,157 | 24.2 |           |           |           |           |           |           |          |          |          |
| 1993 | 27 | 8,517  | 5,821  | 68.3 | 1,285 | 22.1 |           |           |           |           |           |           |          |          |          |
| 1994 | 28 | 11,067 | 7,389  | 66.8 | 1,639 | 22.2 |           |           |           |           |           |           |          |          |          |
| 1995 | 29 | 13,033 | 9,066  | 69.6 | 1,396 | 15.4 |           |           |           |           |           |           |          |          |          |
| 1996 | 30 | 15,077 | 10,564 | 70.1 | 1,720 | 16.3 |           |           |           |           |           |           |          |          |          |
| 1997 | 31 | 15,780 | 11,108 | 70.4 | 1,661 | 15.0 |           |           |           |           |           |           |          |          |          |
| 1998 | 32 | 16,275 | 11,639 | 71.5 | 1,394 | 12.0 |           |           |           |           |           |           |          |          |          |
| 1999 | 33 | 16,258 | 11,449 | 70.4 | 1,703 | 14.9 |           |           |           |           |           |           |          |          |          |
| 2000 | 34 | 14,981 | 10,289 | 68.7 | 1,446 | 14.1 |           |           |           |           |           |           |          |          |          |
| 2001 | 35 | 13,886 | 9,970  | 71.8 | 1,050 | 10.5 | 2科目免除 | 2科目免除 | 2科目免除 | 1科目免除 | 1科目免除 | 1科目免除 | 免除なし | 免除なし | 免除なし |
| 2002 | 36 | 13,467 | 9,973  | 74.1 | 2,848 | 28.6 | 受験者    | 合格者    | 合格率    | 受験者    | 合格者    | 合格率    | 受験者   | 合格者   | 合格率   |
| 2003 | 37 | 13,556 | 10,001 | 73.8 | 1,211 | 12.1 | 179       | 124       | 69.3      | 720       | 49        | 6.8       | 9,102    | 1,038    | 11.4     |
| 2004 | 38 | 13,691 | 10,191 | 74.4 | 1,920 | 18.8 | 181       | 119       | 65.7      | 733       | 156       | 21.3      | 9,277    | 1,645    | 17.7     |
| 2005 | 39 | 13,268 | 9,953  | 75.0 | 2,466 | 24.8 | 158       | 63        | 39.9      | 635       | 96        | 15.1      | 9,160    | 2,307    | 25.2     |
| 2006 | 40 | 13,141 | 10,357 | 78.8 | 725   | 7.0  | 192       | 130       | 67.7      | 653       | 26        | 4.0       | 9,512    | 569      | 6.0      |
| 2007 | 41 | 13,727 | 10,695 | 77.9 | 820   | 7.7  | 297       | 229       | 77.1      | 661       | 182       | 27.5      | 9,737    | 409      | 4.2      |
| 2008 | 42 | 13,267 | 10,390 | 78.3 | 1,847 | 17.8 | 368       | 291       | 79.1      | 594       | 95        | 16.0      | 9,428    | 1,461    | 15.5     |
| 2009 | 43 | 13,159 | 10,367 | 78.8 | 807   | 7.8  | 321       | 235       | 73.2      | 586       | 106       | 18.1      | 9,460    | 466      | 4.9      |
| 2010 | 44 | 12,087 | 9,490  | 78.5 | 929   | 9.8  | 246       | 167       | 67.9      | 571       | 83        | 14.5      | 8,673    | 679      | 7.8      |
| 2011 | 45 | 11,760 | 9,131  | 77.6 | 901   | 9.9  | 173       | 133       | 76.9      | 606       | 128       | 21.1      | 8,352    | 640      | 7.7      |
| 2012 | 46 | 11,544 | 8,972  | 77.7 | 769   | 8.6  | 158       | 116       | 73.4      | 657       | 152       | 23.1      | 8,157    | 501      | 6.1      |
| 2013 | 47 | 11,340 | 8,734  | 77.0 | 1,021 | 11.7 | 186       | 154       | 82.8      | 760       | 137       | 18.0      | 7,788    | 730      | 9.4      |
| 2014 | 48 | 10,138 | 7,692  | 75.9 | 1,013 | 13.2 | 178       | 141       | 79.2      | 716       | 116       | 16.2      | 6,798    | 756      | 11.1     |
| 2015 | 49 | 10,018 | 7,578  | 75.6 | 764   | 10.1 | 193       | 129       | 66.8      | 696       | 138       | 19.8      | 6,689    | 497      | 7.4      |
| 2016 | 50 | 9,285  | 6,997  | 75.4 | 688   | 9.8  | 206       | 154       | 74.8      | 660       | 96        | 14.5      | 6,131    | 438      | 7.1      |
| 2017 | 51 | 8,627  | 6,535  | 75.8 | 1,392 | 21.3 | 124       | 88        | 71.0      | 650       | 111       | 17.1      | 5,761    | 1,193    | 20.7     |
| 2018 | 52 | 8,491  | 6,218  | 73.2 | 905   | 14.6 | 130       | 88        | 67.7      | 607       | 135       | 22.2      | 5,481    | 682      | 12.4     |
| 2019 | 53 | 8,661  | 6,388  | 73.8 | 878   | 13.7 | 160       | 99        | 61.9      | 567       | 71        | 12.5      | 5,661    | 708      | 12.5     |
| 2020 | 54 | 8,770  | 6,745  | 76.9 | 1,140 | 16.9 | 211       | 159       | 75.4      | 600       | 124       | 20.7      | 5,934    | 857      | 14.4     |
| 2021 | 55 | 8,972  | 6,960  | 77.6 | 1,097 | 15.8 | 186       | 110       | 59.1      | 549       | 58        | 10.6      | 6,225    | 929      | 14.9     |
| 2022 | 56 | 8,194  | 6,336  | 77.3 | 1,212 | 19.1 | 189       | 124       | 65.6      | 507       | 87        | 17.2      | 5,640    | 1,001    | 17.7     |
| 2023 | 57 | 8,086  | 6,332  | 78.3 | 1,534 | 24.2 | 171       | 121       | 70.8      | 555       | 122       | 22.0      | 5,606    | 1,291    | 23.0     |
| 2024 | 58 | 8,024  | 6,135  | 76.5 | 759   | 12.4 | 155       | 95        | 61.3      | 529       | 55        | 10.4      | 5,451    | 609      | 11.2     |

| 全年度 | 全回数 | 473,109（計） | 346,802（計） | 73.3（平均） | 53,989（計） | 15.6（平均） |

2003年以降の試験について税関HPにおいて、科目免除別の受験者数が公表されているのでそれによった。科目免除別の合格者は、受験番号が1000番台は2科目免除、2000番台は1科目免除であるため、公表されている合格者名簿から算出できる。2019年以降の試験発表においては税関HP自体に、科目免除別の合格者数等のデータが詳細に公表されている。
第55回通関士試験（2021年）において、合格者発表後の2021年12月10日に、「追加合格とすべき受験者が１名いることが判明したため、門司税関（試験地：福岡会場）において合格者１名を追加決定」と発表された。